# Verner Petersen
Verner Petersen var en dansk atlet og medlem af Vejle IF. Han vandt det danske meterskab i højdespring 1929.

## Danske mesterskaber
- Guld 1929 Højdespring 1,75
- Bronze 1928 Højdespring 1,70